# Serious Sam HD: The Second Encounter
Serious Sam HD: The Second Encounter (рус. Крутой Сэм HD: Второе Пришествие) — компьютерная игра в жанре шутера от первого лица. HD-ремейк игры 2002 года под названием Крутой Сэм: Второе пришествие. Разработчики воссоздали игру на движке Serious Engine 3, добавив поддержку новых разрешений экрана и новые эффекты, улучшив качество текстур, а также увеличив количество полигонов.
Игра рассказывает о приключениях Сэма «Серьёзного» Стоуна и его борьбе против инопланетных захватчиков под предводительством Ментала.
Игра вышла 28 апреля 2010 года в сервисе цифровой дистрибуции Steam для Microsoft Windows и 22 сентября 2010 года для Xbox 360. 15 мая 2012 года для игры было выпущено дополнение — Legend of the Beast. 14 января 2011 года для PC-версии игры разработчиками было выпущено дополнение «Fusion», добавляющее уровни из The First Encounter HD в The Second Encounter HD. DLC было абсолютно бесплатным для владельцев обоих эпизодов ремейка в Steam.
В 2017 году вышел ремейк данной игры под названием Serious Sam VR: The Second Encounter для очков виртуальной реальности. Игра совместима с устройствами Oculus Rift и HTC Vive.
13 февраля 2020 года игра была анонсирована для облачного сервиса Stadia. Игра войдёт в коллекцию Serious Sam Collection, которая также включает в себя Serious Sam HD: The First Encounter и Serious Sam 3: BFE.

## Сюжет
Сюжет The Second Encounter HD стартует там, где закончился предыдущий эпизод игры. Крутой Сэм на летающей тарелке сирианцев отправляется на поиски Ментала, однако далеко улететь ему не удаётся — летающая тарелка терпит крушение в джунглях Центральной Америки. Теперь Сэму предстоит совершить путешествие во времени, побывать в городе майя Теотиуакане, древнем Вавилоне и средневековой Европе, чтобы в конце концов раздобыть священный Грааль, который поможет ему в нелёгкой борьбе с силами зла.

## Отличия оторигинальнойверсии
- Новые модели для снайперской винтовки и огнемёта: видно, что Сэм держит оружие двумя руками.
- Анимации для снайперской винтовки, которых раньше не было.
- В начале первого уровня игрок стартует не падая с тарелки, а прямо в озере: вероятно, это связано с багом оригинала, когда игрок мог застрять.
- Врагов можно резать на две половины с помощью бензопилы.
- Поддержка современных геймпадов.
- Добавлены новые секреты: например, на первом уровне теперь можно получить автомат Томпсона и патроны, спилив 4 любых дерева.
- В связи с особенностями физического движка, изменены некоторые знаменитые локации оригинала с присутствием всесторонней гравитации. Например, на уровне «Яма» изменена круглая комната, где игрок мог ходить по всем её сторонам: в HD-версии в ней появилась вращающаяся центрифуга.
- Новые модели Крутой Сэмми и Таинственной Мии.
- Новые многопользовательские режимы.

## Игровой процесс
В отличие от оригинала, в ремейк были добавлены новые режимы игры. Список всех доступных режимов:
- Одиночная игра
  - Кампания — классическое прохождение игры в одиночку.
  - Выживание — необходимо как можно дольше остаться в живых, сражаясь против прибывающих врагов. Бои проходят на специальных картах.
- Многопользовательская игра
  - Совместная игра
    - Классический совместный режим — прохождение «Кампании» совместно с другими игроками.
    - Сбор — совместная «Кампания» на счет. Основное отличие от «Классического совместного режима» в том, что у игроков есть 3 общих жизни на один уровень (количество жизней растет при увеличении счета).
    - Выживание — игроки плечом к плечу сражаются с прибывающими врагами на специальных картах.

  - Противоборство
    - Охота — убивайте врагов, собирайте предметы и ищите секреты, чтобы набрать больше очков, чем другие игроки.
    - Захват флага — захватите флаг другой команды и принесите его на свою базу, охраняя тем временем собственный флаг.
    - Опасный бой — классический детматч.
    - Мгновенное убийство — отличие от « боя» в том, что Кончина наступает с одного выстрела.
    - Последний герой — убейте всех остальных игроков, чтобы победить в раунде.
    - Последняя команда — командный вариант «Последнего героя».
    - Тяжкая ноша — ваш счет растет, пока вы удерживаете ношу.
    - Командная охота — командный вариант «Охоты».
    - Командный бой — командный детматч.

## Отзывы
| Сводный рейтинг | Сводный рейтинг | Сводный рейтинг |
| Издание         | Оценка          | Оценка          |
| Издание         | PC              | Xbox 360        |
| --------------- | --------------- | --------------- |
| GameRankings    | 76,80 %         | 67,00 %         |

## Legend of the Beast
15 мая 2012 года разработчики выпустили для игры небольшое сюжетное дополнение под названием Legend of the Beast (рус. Легенда о Звере). Данное дополнение распространяется через Steam и включает в себя три уровня для одиночной и кооперативной игры. Действие DLC происходит в середине кампании The First Encounter HD, в городе Фивы, жители которого пребывали в страхе перед безжалостным бараноголовым божеством по имени Хнум. Сэм должен найти украденный группой религиозных фанатиков «Дети Амона-Ра» знак Солнца, а также лицом к лицу встретиться с грозным зверем из легенд.
Дополнение не привносит в оригинальную игру никаких новшеств или изменений. В составе одиночной кампании представлено три египетских уровня с привычным игровым процессом. Примечательно, что среди врагов встречаются противники зумб'улы, которые ранее появились и присутствовали только в The Second Encounter. Финальный босс представляет собой Хнума, сильного рядового противника из Serious Sam 3: BFE, для убийства которого необходимо использовать один из специальных представленных на арене для сражения механизмов.
Включённые в дополнение уровни являются точными ремейками трёх ранее вырезанных из альфа-версии Serious Sam: The First Encounter начальных уровней.
В состав DLC также вошло несколько уровней для режима выживания.
Дополнение в целом получило отрицательные оценки от игроков. Наибольшими недостатками назывались однообразие игрового процесса, скудный баланс и малое количество боеприпасов.